# Montliard
Montliard – miejscowość i gmina we Francji, w Regionie Centralnym, w departamencie Loiret.
Według danych na rok 1990 gminę zamieszkiwało 157 osób, a gęstość zaludnienia wynosiła 17 osób/km² (wśród 1842 gmin Regionu Centralnego Montliard plasuje się na 980. miejscu pod względem liczby ludności, natomiast pod względem powierzchni na miejscu 1189.).